# Lynchia nigra
Lynchia nigra är en tvåvingeart som först beskrevs av Perty 1833.  Lynchia nigra ingår i släktet Lynchia och familjen lusflugor. Inga underarter finns listade i Catalogue of Life.